# H-back
Quello dell'H-Back, da non confondersi con l'halfback, è uno dei ruoli dell'attacco di una squadra di football americano, ed è anche conosciuto come power back. La posizione è un ibrido tra il fullback e il tight end. La posizione del H-Back assunse un ruolo importante nella NFL con i Washington Redskins, sotto la guida dell'head coach Joe Gibbs che utilizzava uno schema a due tight end. Il ruolo venne chiamato F-Back, quando venne impiegato in seguito nel sistema offensivo Norv Turner.
Nel sistema offensivo dei Redskins, all'H-back venne chiesto di bloccare, proteggere, passare, e anche di ricevere su molti sets. Questo in confronto con il classico tight end, che venne  usato principalmente per i blocchi come uomo in più sulla linea offensiva dei Washington. L'H-back può allinearsi nella backfield, sulla linea, o in movimento. A causa della complessità della posizione, per essere un ottimo H-back si deve possedere una conoscenza approfondita del ruolo.